# اوتارکول
اوتارکول (به لاتین: Utarkul) یک منطقهٔ مسکونی در روسیه است که در باشقیرستان واقع شده‌است.